# Нейтринная астрономия
Нейтри́нная астроно́мия — раздел астрономии, изучающий нейтринное излучение внеземных источников с целью получения сведений о происходящих в космосе процессах.

## Описание
Существует несколько методов обнаружения нейтрино (англ.) в основе которых лежит слабое взаимодействие через нейтральный слабый ток (обмен Z0-бозоном) или заряженный слабый ток (обмен W+, W− бозонами). В частности, применяются сцинтилляторные детекторы (обнаружение обратного бета-распада протонов воды в результате воздействия электронного антинейтрино; эксперименты KamLAND, Borexino), радиохимические методы (захват ядром электронного нейтрино и обнаружение трансмутации элементов: хлора-37 в аргон-37, Homestake Mine; галлия-71 в германий-71, SAGE (англ.), GALLEX, GNO
; молибдена-98 в технеций-98, Henderson), черенковские детекторы (обнаруживают черенковское излучение от частиц, движущихся быстрее скорости света в среде: рассеяние электронных нейтрино на электронах, KAMIOKANDE и SUPERKAMIOKANDE; поиск мюонов, образующихся при взаимодействии с мюонным нейтрино, ANTARES, NESTOR, BDUNT; также SNO, AMANDA, IceCube), радиодетекторы, калориметры (Soudan2, Frejus).
В России, в районе Эльбруса, а также в соляных шахтах Бахмута (Артемсоль; Украина) работают нейтринные обсерватории Института ядерных исследований РАН. Баксанский нейтринный телескоп расположен под склоном горы на высоте 1700 м над уровнем моря и на расстоянии 550 м от начала штольни. Телескоп представляет собой четырёхэтажное здание размером 16х16х11 м и состоит из четырёх вертикальных и четырёх горизонтальных плоскостей, покрытых сцинтилляционными детекторами. Здесь же проводился эксперимент SAGE (англ.).
Артемовский сцинтилляционный детектор (АСД) расположен в соляной шахте г. Соледар на глубине более 100 м. Он был создан в отделе лептонов высоких энергий и нейтринной астрофизики ИЯИ АН СССР в 1969 году для изучения антинейтринных потоков от коллапсирующих звезд в Галактике, а также спектра и взаимодействий мюонов космических лучей с энергиями до 1013 эВ. Особенностью детектора является 100-тонный сцинтилляционный бак, имеющий размеры порядка длины электромагнитного ливня с начальной энергией 100 ГэВ.